# 军城街道
军城街道，是中华人民共和国河北省保定市高碑店市下辖的一个乡镇级行政单位。

## 行政区划
军城街道下辖以下地区：
撞河村、乔刘樊村、祁村、平安店村、龚辛庄村、南泽畔村、松林村、台中旺村、李中旺村、崔中旺村和周中旺村。